# USS Cheyenne (CL-117)
USS Cheyenne (CL-117) – amerykański lekki krążownik typu Fargo.
W związku z postępem walk w czasie II wojny światowej, kontrakt na budowę okrętu (przyznany firmie Newport News Shipbuilding) został anulowany 12 sierpnia 1945.